# Upper Hutt
Upper Hutt è una città e un'autorità territoriale della Nuova Zelanda che si trova nella regione di Wellington, nell'Isola del Nord, 30 chilometri a nordest della città di Wellington. Si tratta della meno popolosa fra le grandi città neozelandesi e della seconda per estensione (la prima è Dunedin), fatto che si ripercuote sulla sua bassa densità di abitanti per chilometro quadrato.

## Geografia fisica
La città sorge sulla riva settentrionale del fiume Hutt ed è chiamata così per distinguerla da Lower Hutt, che invece sorge sulla riva meridionale dello stesso fiume. L'area urbana principale della città si trova in una pianura alluvionale del fiume, ma piccoli insediamenti si possono anche trovare sulle colline circostanti.

## Storia
Prima dell'arrivo dei colonizzatori europei, questa zona era abitata da popolazioni Maori. Il primo ad insediarsi qui fu un certo Richard Burton, che fondò Trentham (oggi un sobborgo di Upper Hutt) nel 1841. Nel 1848 James Brown fondò il villaggio che sarebbe poi diventato Upper Hutt.